# 羅帕爾山
83°58′S 160°29′E / 83.967°S 160.483°E
羅帕爾山（英語：Mount Ropar），是南極洲的山峰，位於沙克爾頓海岸，處於卡諾皮崖東端，屬於伊麗莎白女王嶺的一部分，海拔高度2,420米，以氣象學家命名，現時由南極條約體系管理。